# Mi tributo al festival II
Mi Tributo al Festival Dos es el nombre del vigésimo quinto  álbum de estudio de la cantante mexicana Yuri,  y bajo el sello "Warner Music México", siendo la cuarta producción que realiza con esta casa discográfica.   En este disco, Yuri interpreta de manera magistral las canciones ganadoras de dicho festival que no se publicaron en su primer disco hoenaje a la OTI Mi tributo al festival; el primer sencillo es El Triste, del compositor Roberto Cantoral e interpretada originalmente por José José, con gran aceptación por parte del público.
Mi tributo al Festival, a menos de 1 mes de su lanzamiento logra la acreditación de disco de oro por más de 40,000 mil copias vendidas.
El 10 de septiembre de 2013 lanza al mercado su CD/DVD, Mi Tributo al Festival Dos: Zona Preferente, donde interpreta todas las canciones del disco con sus intérpretes originales completamente en vivo desde el Teatro Degollado de Guadalajara, Jalisco.

## Lista de canciones
| Pista | Título                       | Autor(es)           | Duración |
| ----- | ---------------------------- | ------------------- | -------- |
| 01    | Tiempos Mejores              | Sergio Andrade      | 3:27     |
| 02    | Cuando Pienso en Ti          | -Nacho Mendez       | 3:42     |
| 03    | Será Mañana                  | Alberto Aguilera    | 3:16     |
| 04    | Compás de Espera             | Amparo Rubín        | 3:08     |
| 05    | El Fandango Aquí             | Marcial Alejandro   | 3:10     |
| 06    | No Prometas lo que no Será   | Jorge Muñiz         | 3:05     |
| 07    | El Triste                    | Roberto Cantoral    | 4:28     |
| 08    | Hombre                       | José María Napoleón | 3:48     |
| 09    | En las Buenas y en las Malas | Sonia Rivas         | 3:50     |
| 10    | Lo que Pasó, Pasó            | Felipe Gil          | 3:17     |
| 11    | En mi Soledad                | Marcos Flores       | 3:33     |
| 12    | Una Canción no es Suficiente | Jesús Monarréz      | 3:14     |
| 13    | La Felicidad                 | Felipe Gil          | 3:46     |
| 14    | Mi Éxito                     | Mario Pintor        | 3:23     |